# Asparagus angulofractus
Asparagus angulofractus är en sparrisväxtart som beskrevs av Modest Mikhaĭlovich Iljin. Asparagus angulofractus ingår i släktet sparrisar, och familjen sparrisväxter. Inga underarter finns listade i Catalogue of Life.